# السفارة السعودية في بولندا
سفارة المملكة العربية السعودية في جمهورية بولندا، هي بعثة دبلوماسية سعودية تقع في العاصمة البولندية وارسو ويترأس البعثة سفير خادم الحرمين الشريفين لدى جمهورية بولندا سعد بن صالح الصالح.

## وصلات خارجية
- موقع سفارة المملكة العربية السعودية السعودية في بولندا
- (بالعربية) وزارة الخارجية السعودية
- (بالإنجليزية) Ministry of Foreign Affairs of Kingdom of Saudi Arabia